# Potraga za Nemom
Potraga za Nemom je računalno animirani film iz 2003., a producirale su ga tvrtke Pixar Animation Studios i Walt Disney Pictures.
Film se u SAD-u počeo prikazivati 30. svibnja 2003. i u prvom vikendu prikazivanja zaradio 70 milijuna dolara, što je tada bila rekordna zarada za jedan animirani film, a godinu dana kasnije rekord je oborio DreamWorksov Shrek 2, zaradivši 108 milijuna. U ožujku 2004., Potraga za Nemom je bila među deset filmova s najvećom zaradom svih vremena, zaradivši više od 850 milijuna dolara diljem svijeta. U Hrvatsku je stigao nekoliko mjeseci nakon američke premijere i to je prvi Walt Disneyjev-Pixarov film koji je preveden na hrvatski i postao vrlo popularan te postao trend za prevođenje ostalih Pixarovih filmova.
Film je 2004. dobio i Oscara u kategoriji za najbolji animirani film, a iste godine primio je i nagradu Nickelodeon Kids' Choice Award za najbolji film po izboru djece. Trenutačno se nalazi na 93. mjestu popisa 250 najboljih filmova svih vremena baziranog na glasovima korisnika najveće internetske baze podataka o filmu IMDb.

## Radnja
Film priča priču o ribi klaun po imenu Marlin. Zbog nesreće koja mu je ubila ženu i svu djecu osim Nema, Marlinova briga za svog jedinog sina je pretjerana, što potakne Nema da otpliva na pučinu u namjeri da dokaže ocu da tamo nema nikakve opasnosti. Međutim, ulove ga ronioci koji se spuste s broda i završi u akvariju zubarske ordinacije u Sydneyju. Marlin kreće u potragu za njim, a susreće i zaboravljivu plavu tang ribu po imenu Dory, koja odlučuje krenuti zajedno s njim.
Marlin je prisiljen na odlazak u nepoznat i opasan svijet u kojem se ni u snu nije zamišljao, a Dory mu pomaže shvatiti da je bio prestrog prema svom sinu. Nemo se u međuvremenu s još nekoliko riba nalazi u zubarevom akvariju, gdje pokušavaju smisliti način kako da dođu do obližnjeg oceana. Gill, glavna riba u akvariju, tada dođe na ideju da stave zrno šljunka u filter za pročišćavanje, kako bi ih zubar tijekom čišćenja prljavštine stavio u plastične vrećice pokraj prozora s kojeg bi mogli odskakutati do oceana. Nemo uz puno muke uspije u tome, ali zubar sljedećeg jutra ugradi moderniji filter bez da vadi ribe iz akvarija.
Marlin i Dory na svom putu upadaju u brojne probleme, te se moraju suočavati s meduzama i velikim kitom. Međutim, tad nailaze na skupinu kornjača koje putuju prema Sydneyju, te ih odluče slijediti i tako stižu do svog cilja.

## Likovi

### Marlin
Marlin je riba klaun, a živi duboko unutar koraljnog grebena. Nakon što izgubi ženu i cijelu obitelj, sebi se zaklinje da neće dopustiti da se išta dogodi njegovom jedinom preživjelom sinu Nemu. Kad njega ulove ronioci i završi u zubarevom akvariju, Marlin kreće u potragu za njim kroz prostranstva u kojima se nikad nije ni zamišljao.

### Dory
Dory je plava tang riba koju Marlin susreće nedugo nakon što započinje svoju potragu za Nemom i koja mu odluči pomoći u njegovoj potrazi. Voli puno pričati, ali je jako zaboravljiva, pa često ponavlja iste stvari.

### Nemo
Nemo je znatiželjni Marlinov sin koji je tek krenuo u školu. Zbog njegove znatiželje i namjere da ocu i školskim kolegama pokaže da nije opasno otplivati na pučinu uhvate ga ronioci, te završi u akvariju zubara iz Sydneyja.

### Gill
Gill je glavna riba u zubarevom akvariju, gdje je završio na sličan način kao i Nemo. Budući da je već dugo tamo, poznaje sve zubarove navike i poteze. Nakon Nemovog dolaska u akvarij, dobiva ideju da zaprljaju vodu kako bi ih zubar stavio u vrećice pokraj prozora s kojeg bi pobjegli u ocean.

### Bloat
Bloat je u akvariju druga glavna riba nakon Gilla, a jer je ježinka, u trenutku se može napuhnuti. Ima naglu narav koju želi prikriti, a i stalno je u stresu zbog boravka u zatvorenom prostoru s drugim ribama.

### Peach
Peach je morska zvijezda koja se nalazi u akvariju, a uglavnom zalijepljena na staklo promatra zubarove postupke i događaje u ordinaciji.

### Gurgle
Gurgle je fobična riba iz akvarija. Prestravljen je cijelom svojom okolinom i misli da svugdje ima bakterija, pa mu se nimalo ne sviđa Gillova ideja da onemoguće pročišćavanje vode kako bi se izvukli iz akvarija.

### Bubbles
Bubbles je žuta tang riba iz akvarija, a opsjednut je mjehurićima, te stalno čeka da izađu iz malog kovčega na dnu akvarija.

### Deb
Deb je plava riba s bijelim prugama, a živi u akvariju i svoj odraz u njegovom staklu smatra svojom sestrom blizankom Flo.

### Jacques
Jacques je škamp koji živi u akvariju, te ga neprestano nastoji održati čistim.

### Nigel
Nigel je smeđi pelikan koji živi u luci nedaleko od zubareve ordinacije, a često dolazi na prozor slušati njegove dijagnoze.

### Crush
Crush je kornjača stara 150 godina, ali ima mladenački i opušteni stav. Putuje oceanom na sjevernoj australskoj struji zajedno sa svojim potomkom Squirtom i skupinom ostalih kornjača, a kad ga susretnu Marlin i Dory, on im odlučuje pomoći u njihovoj potrazi.

### Squirt
Squirt je mlada kornjača uvijek spremna na igru i zabavu. Idolizira svog oca Crusha, od kojeg je naslijedio hrabrost i opušteni stav.

## Nagrade i nominacije
- Osvojena nagrada Saturn za najbolji animirani film.